# 녹차의 맛
《녹차의 맛》(원제: 茶の味 차노아지[*], 차의 맛)은 2004년에 개봉한 일본영화이다.
《상어 가죽 남자와 복숭아 엉덩이 여자》, 《파티7》의 감독 이시이 가쓰히토가 4년에 걸쳐 완성한 작품으로, 전작과는 다르게 일본의 아름다운 자연을 배경으로 유머러스한 가족의 일상을 그렸다. 촬영은 도치기현 모테기정에서 이뤄졌다.
2004년 칸 영화제 감독주간 오프닝 작품이다.

## 등장인물
- 하루노 하지메 - 사토 다카히로

하루노 가의 장남이다. 같은 반으로 전학온 아오이에게 빠져 아오이를 따라 바둑부에 들어간다.
- 하루노 사치코 - 반노 마야

하지메의 여동생.
- 하루노 아야노 - 아사노 다다노부

하지메의 삼촌이자 요시카의 동생이다. 도쿄에서 음악 믹서로 일한다.
- 하루노 노부오 - 미우라 도모카즈

하루노 가에 데릴사위로 들어왔다. 요시코의 남편, 하지메와 사치코의 아빠이자 정신과 의사 선생님.
- 하루노 요시코 - 데즈카 사토미

애니메이션 제작자.
- 스즈이시 아오이 -쓰치야 안나
- 하마다야마 로쿠타로 - 가세 료
- 카스카베(애니메이션 감독) - 안노 히데아키
- 오미야(감독 조수) - 오카다 요시노리
- 문신남 - 데라지마 스스무
- 준(광고 감독) - 다케다 신지
- 야마다 에이코/내레이션 - 와쿠이 에미
- 영상 조수 - 구사나기 쓰요시
- 호타루 - 아이부 사키
- 불량학생 - 마츠야마 켄이치